# Шевченківська сільська рада (Переяслав-Хмельницький район)
| Шевченківська сільська рада — колишній орган місцевого самоврядування у Переяслав-Хмельницькому районі Київської області з адміністративним центром у с. Шевченкове. Історична дата утворення: 29 вересня 1992 року . Сільській раді підпорядковані населені пункти: - с. Шевченкове |

## Склад ради
Рада складається з 14 депутатів та голови.

### Керівний склад ради
| ПІБ                      | Основні відомості                                                 | Дата обрання | Дата звільнення |
| ------------------------ | ----------------------------------------------------------------- | ------------ | --------------- |
| Бабенко Надія Михайлівна | Сільський голова, 1962 року народження, освіта                    | 26.03.2006   | 31.10.2010      |
| Бабенко Надія Михайлівна | Сільський голова, 1962 року народження, освіта середня спеціальна | 31.10.2010   |                 |

Примітка: таблиця складена за даними джерела